# Deborah Owusu-Bonsu
Deborah Owusu-Bonsu (sinh ngày 25 tháng 8 năm 1984) là người dẫn chương trình truyền hình, người mẫu và nữ học giả người Ghana, người gốc Akan. Cô hiện đang là người dẫn chương trình cho mạng truyền hình E.tv Ghana.

## Tiểu sử
Deborah Vanessa Owusu-Bonsu sinh ngày 25 tháng 8 năm 1984 tại Ghana có cha là Ashanti và mẹ là người Romania. Bố mẹ cô đều là những nhà sưu tầm âm nhạc và nghệ thuật của thế giới. Cô là một người dẫn chương trình truyền hình, người mẫu, nhạc sĩ, học giả và nghệ sĩ đồ họa của Ghana. Owusu-Bonsu là em gái của phổ biến hiplife nhạc sĩ Wanlov các Kubolor người đóng vai chính trong bộ phim Coz Ov Moni. Owusu-Bonsu theo học tại trường quốc tế Christ the King, sau đó là trường trung học nữ Wesley. Owusu-Bonsu tốt nghiệp Cử nhân Nghiên cứu Xuất bản tại Đại học Khoa học và Công nghệ Kwame Nkrumah, sau đó là Bằng Thạc sĩ về Xuất bản Sách / Tạp chí của Đại học Nghệ thuật Luân Đôn. Owusu-Bonsu đã thể hiện sự chuyên nghiệp và niềm đam mê đối với lĩnh vực mà cô đã chọn bằng cách làm việc thành công cho cả các doanh nghiệp nhỏ cũng như các tập đoàn lớn ở Ghana, Hoa Kỳ và Vương quốc Anh. Vào năm 2012, Owusu-Bonsu đã thu âm và phát hành một (âm nhạc) duy nhất mang tên 'Chú Obama' đề cập đến Barack Obama, được đài truyền hình CNN của Hoa Kỳ đưa tin. Kể từ năm 2012, Owusu-Bonsu là người dẫn chương trình The late Nite nổi tiếng được phát sóng bởi mạng truyền hình E.tv Ghana.

## Cuộc sống riêng tư
Cô từng hẹn hò với rapper Medikal trong hai năm, trước khi chia tay vào năm 2018.